# 文汇街道 (扬州市)
文汇街道，是中华人民共和国江苏省扬州市邗江区下辖的一个乡镇级行政单位。
2020年3月25日，将邗江区双桥街道分设为双桥街道和文汇街道。行政区划变更后，文汇街道下辖梅苑、花园、宝带、春江、金林、砚池、油田7个居民委员会。变更后双桥街道和文汇街道以文汇东、西路为界。文汇街道区域范围：东至二道河，北至文汇东、西路，西部、南部至新城河。

## 行政区划
文汇街道下辖以下地区：
砚池社区、花园社区、宝带社区、曙光厂家属社区、供电局家属社区、梅苑社区、油田社区、学苑社区、金林社区、扬大家属社区和春江社区。